# Mutismo acinetico
Il mutismo acinetico è una condizione rara dove si mostra l'impossibilità oggettiva o soggettiva di muoversi e parlare.

## Eziologia
Conseguente in genere ad aneurismi dell'arteria comunicante anteriore, da idrocefalo o, più raramente, a gravi traumi cranioencefalici che coinvolgono la regione frontale del nostro cervello, bilateralmente.

## Sintomatologia
Clinicamente è caratterizzato dall'impossibilità di parlare (mutismo) e di eseguire movimenti su comando (acinetico). Spesso è considerato un sottotipo di stato minimamente cosciente.
I sintomi possono essere schematizzati secondo il seguente schema:
- attivo stato di vigilanza, che può essere parziale o totale
- esplorazione visiva dell'ambiente
- capacità cognitive presenti
- iniziativa motoria/verbale ridotta o assente
- esecuzione saltuaria di ordini
- possibili brevi atti verbali
- assenza di deficit neuromuscolari primari
- possibile risposta neurofarmacologica ad agenti dopaminergici